# Tapeinidium acuminatum
Tapeinidium acuminatum är en ormbunkeart som beskrevs av Kramer. Tapeinidium acuminatum ingår i släktet Tapeinidium och familjen Lindsaeaceae. Inga underarter finns listade.